# Hans Friedrich von Burckersroda

Familienwappen derer von Burkersroda

Johann (Hans) Friedrich Freiherr von Burckersroda (* um 1630; † 24. August 1686 in Dresden) war ein kursächsischer Hof- und Justizrat, Kammer- und Bergrat in Dresden, Hauptmann der Ämter Pegau und Borna sowie Dompropst zu Naumburg und Domherr zu Merseburg sowie Erb-, Lehn- und Gerichtsherr zu Pauscha und Pitzschendorf. Zuletzt war er wirklicher Geheimer Rat und Kammerpräsident am kursächsischen Hof in Dresden. 

## Leben
Er stammt aus dem thüringischen Adelsgeschlecht von Burkersroda und war der Sohn des gleichnamigen Vaters Hans Friedrich von Burkersroda, der im Naumburger Dom bestattet worden war. Seine Mutter war Maria geborene von Hagen. 1634 heiratete seine Schwester Christine von Burkersroda Hans Friedrich von Heßler in Naumburg (Saale). 
1652 bat er um die Vererbung der Gerichte auf seinen Gütern zu Pauscha, Lissen und Pitzschendorf. 1663 klagte er in seiner Eigenschaft als kursächsischer wirklicher Geheimer Rat, Kammerpräsident und Kammerherr, gegen die Söhne des Friedrich von Burkersroda zu Gossa [= Güldengossa] wegen des Dorfes Großlehna.
Er hatte eine Verwaltungslaufbahn am Dresdner Hof eingeschlagen und wurde als Diplomat ein enger Vertrauter des 1656 an die Regierung gelangten Kurfürsten Johann Georg II. von Sachsen. Von Kaiser Leopold I. wurde er zum Freiherrn ernannt.
Verheiratet war er mit Lucia Oelgard geborene Gräfin von Rantzau, der Schwester von Christoph von Rantzau, mit dem sie erhebliche erbrechtliche Streitigkeiten hatte.